# Zakaria Bakkali
Zakaria Bakkali (* 26. Januar 1996 in Lüttich) ist ein belgischer Fußballspieler mit marokkanischen Wurzeln, der beim RKC Waalwijk unter Vertrag steht.

## Leben
Der Sohn marokkanischer Eltern wurde in Lüttich geboren und besitzt die belgische Staatsbürgerschaft.

## Karriere

### Vereine
Bakkali spielte während seiner Jugend zunächst in seiner Heimatstadt beim RFC Lüttich. Im Jahr 2005 wechselte er zum großen belgischen Erstligisten Standard Lüttich. Dort war er bis 2008 aktiv, als er schließlich in die Niederlande wechselte, um in der Jugend des Spitzenvereins PSV Eindhoven zu spielen.
Während der Spielzeit 2012/13 durfte er erstmals mit den Profis trainieren und stand die ersten Male im Kader. Am 2. Mai 2012 unterschrieb er seinen ersten, bis Sommer 2015 gültigen, Profivertrag bei PSV, obwohl zu diesem Zeitpunkt bereits mehrere Vereine aus dem Ausland Interesse an dem damals 16-Jährigen zeigten. Zu Beginn der Saison 2013/14 erlangte er große Bekanntheit. Vier Tage nach seinem Ligadebüt am 3. August 2013 gegen ADO Den Haag erzielte er in der dritten Qualifikationsrunde zur Champions League gegen den belgischen Klub SV Zulte Waregem sein erstes Profitor. Einige Tage später traf er am 10. August erstmals auch in der Eredivisie. Durch einen Dreierpack beim 5:0-Sieg gegen NEC Nijmegen wurde er zum jüngsten Spieler der Ligageschichte, der in einem Spiel drei Treffer erzielte. Insgesamt kam er 2013/14 zu 16 Ligaspielen, weitere Tore kamen jedoch nicht hinzu.
Nach Vertragsende wechselte Bakkali im Juli 2015 ablösefrei zum FC Valencia. Er unterschrieb einen Fünfjahresvertrag. Bakkali wurde im Juni 2017 für eine Saison an Deportivo La Coruña ausgeliehen und ein Jahr später vom RSC Anderlecht fest verpflichtet.
Ende Januar 2021 wurde Bakkali am letzten Tag des Wintertransferfenster an den K Beerschot VA für den Rest der Saison 2020/21 mit anschließender Kaufoption ausgeliehen. Bakkali wurde bei Beerschot in vier von neun möglichen Ligaspielen eingesetzt. Nach Ablauf der Ausleihe gehörte er in der Saison 2021/22 wieder zum Kader des RSC Anderlecht, bestritt aber kein Spiel für Anderlecht.
Anfang August 2022 wechselte er zum niederländischen Ehrendivisionär RKC Waalwijk und unterschrieb dort einen Vertrag bis Sommer 2024.

### Nationalmannschaft
In der Nationalmannschaft repräsentierte er Belgien in verschiedenen Juniorenauswahlen. Bereits auf U-15-Ebene war er ein erfolgreicher Torschütze. Von 2013 bis 2016 gehörte er zum U-21-Aufgebot Belgiens an. Unmittelbar nach seinem ersten Treffer in der Champions League wurde er von Marc Wilmots, dem Trainer der A-Nationalmannschaft, für ein Freundschaftsspiel gegen Frankreich im August 2013, berufen, bei dem er jedoch nicht zum Einsatz kam. Am 15. Oktober 2013 debütierte Bakkali schlussendlich bei einem WM-Qualifikationsspiel gegen Wales. Knapp zwei Jahre später kam er gegen Andorra zu seinem bisher letzten Spiel.

## Spielweise
Bakkali gilt als schnell, ballsicher und robust, obwohl er sehr klein gewachsen ist. In der Offensive kann er verschiedene Positionen bekleiden, bevorzugt wird er jedoch als Flügelspieler eingesetzt. Sein Trainer Phillip Cocu lobte ihn mit den Worten: „Er hat großartige individuelle Fähigkeiten und ist trotzdem ein Teamplayer, der seine defensiven Pflichten nicht vernachlässigt.“

## Erfolge
Jugend
- Niederländischer A-Jugend-Pokalsieger: 2013

Senioren
- Niederländischer Meister: 2015